# Дюшен, Борис Вячеславович
 Бори́с Вячесла́вович Дюше́н  (1886—1949) — киноинженер, советский деятель госбезопасности, инженер-полковник, журналист, член РСДРП, меньшевик. Участник Первой мировой, Гражданской и Великой Отечественной войн. Губернский комиссар Ярославской губернии со 2 августа 1917 по 28 сентября 1917. Главный инженер специальной научно-исследовательской лаборатории НКВД—МГБ СССР.

## Биография
Родился в семье генерала от артиллерии Вячеслава Александровича Дюшена. После окончания Петербургского технологического института работал инженером. С 1914 года на службе в Российской императорской армии, после окончания военной электротехнической школы произведён в подпоручики. Участник Первой мировой войны в составе 148-го Каспийского пехотного полка, имел ранения.
В 1917 году возглавил в Ярославле Совет военных депутатов, организованный по приказу начальника Ярославского гарнизона с целью создать альтернативу более радикально настроенному Совету солдатских депутатов. Был избран во временный городской комитет РСДРП (о). Был помощником комиссара, а затем комиссаром Временного правительства в Ярославской губернии.
После октябрьской революции 1917 года выступил против большевиков и был арестован, но был освобождён после заступничества А. М. Коллонтай. В июле 1918 года был одним из руководителей и принимал активное участие в антисоветском мятеже в Ярославле.
Участник Гражданской войны, в 1919 году служил в Отделе пропаганды при штабе армии генерала Н. Н. Юденича. Активно сотрудничал в Ревельской газете правых эсеров «Свободная Россия» под редакцией А. И. Куприна и Г. Л. Кирдецова. В чине капитана исполнял обязанности начальника службы связи в штабе Северо-Западной армии. С 1919 года в эмиграции в Эстонии, затем в Берлине. С 1921 года был членом редколлегии сменовеховской газеты «Накануне», сотрудничал с ОГПУ.
В 1926 году вернулся в СССР, жил в Москве, был назначен заведующим отделом заочного обучения при Главном управлении профессионального образования Наркомпроса РСФСР. Длительное время работал инженером-консультантом журнала «Изобретатель». Статьи Дюшена неоднократно печатались в журнале Техника-молодёжи.
Арестован органами НКВД 4 октября 1935 года. Постановлением Особого совещания при НКВД СССР от 28 марта 1936 года «за активное участие в контрреволюционной группе и антисоветскую агитацию» (статьи 58-10, 58-11 УК РСФСР) заключён в ИТЛ на 5 лет. 17 марта 1940 года постановлением Особого совещания НКВД СССР Б. В. Дюшен из под стражи был досрочно освобождён.
С 1940 года принят на работу в НКВД СССР, был главным инженером Спецлаборатории НКВД-МГБ СССР.
Реабилитирован 5 июня 1989 года.

## Труды
- «Кинематограф, его устройство и применения» : С прил. ст. Влад. Фисейского: «Как устроить самому кинематограф»; изд-во П. П. Сойкина, Санкт-Петербург, 1909 г.
- «Республики Прибалтики: Эстонія, Латвія, Литва»; Русское универсальное изд-во, Berlin : Russkoe universalʹnoe izd-vo, 1921 г.
- «Теорія относительности Эйнштейна»; Русское универсальное изд-во, Berlin : Russkoe universalʹnoe izd-vo, 1921 г.
- «Радиотелеграфия: её основы, успехи и роль в современной жизни»; Знание, Berlin : Znanie, 1921[4].

## Фильмография
- Водопады Финляндии: Котка-Инкеройс. Видовая, 140 м. «Минотавр». Выпуск: 15.02.1910 (Москва). Съемка И. И. Цуба под руководством Б. В. Дюшена: Котка, Выборг, река Кюмень, имение Лангженкоски и др.[5][6][7]

## Семья
- Первая жена — Валентина Максимилиановна, урождённая Блох (25.12.1884). В 1917 году брак фактически распался. В браке родилось трое детей.
  - Дочь —Татьяна (04.01.1912 — 04.02.2003).
  - Сын — Вячеслав (22.11.1913 — 02.03.1942).
  - Сын — Игорь (24.03.1917 — 14.08.2003).
- Вторая жена — Фаина Павловна, урождённая Иконникова (1890—1983), дочь сельского священника.
- Сводный брат — Вячеслав (1873). В 1912 капитан, младший артиллерийский приёмщик при Главном Артиллерийском Управлении. Вторая жена — дочь подполковника по Адмиральтейству, Евгения Андреевна, урождённая Плевакина (1877). Церемония прошла 16 января 1912 а Введенской церки на Лубянке (Москва).
- Сводная сестра — София (1876).
- Сестра — Юлия (1880—1977). Первый муж — Павел Павлович Бородин (1884—1967), племянник композитора Александра Порфирьевича Бородина. Второлй муж — Григорий Львович Кирдецов (1880 — после 1940), русский и советский писатель, журналист, переводчик. Коллега Бориса Вячеславовича Дюшена по газете «Накануне».
- Сестра —Нина (1891—1917). С 26 мая 1913 замужем за Евгением Сергеевичем Соллертинским (1887—1964). Дети — Владимир и Евгений.
- Сестра —Зинаида (1884 — ок. 1920) Умерла от эпидемии испанки в эмиграции в Дании. Замужем за подпоручиком технических войск, внуком декабриста Николая Николаевича Оржицкого Николаем Львовичем Оржицким (1889).
- Сестра — Вера. Замужем за дипломатом. Погибла во время блокады Ленинграда. Детей пара не имела.
- Сводная сестра — Вера, от первого брака Ольги Семёновны Чулковой.